# Горчаков, Михаил Алексеевич
Князь Михаи́л Алексе́евич Горчако́в (23 октября 1768 — 30 декабря 1831) — генерал-майор русской императорской армии (1800), двоюродный брат писателя Д. П. Горчакова, отец канцлера А. М. Горчакова.

## Биография
Из рода Горчаковых. Сын князя Алексея Ивановича Горчакова (1737—1805) и Анны Ивановны, урождённой Пещуровой. 2 января 1799 года назначен командиром кирасирского генерал-майора Фридериция (генерал-майора фон Кнорринга 3-го) полка. 23 января 1800 года произведён в генерал-майоры и назначен шефом Ямбургского кирасирского полка. 8 марта 1800 года уволен в отставку.

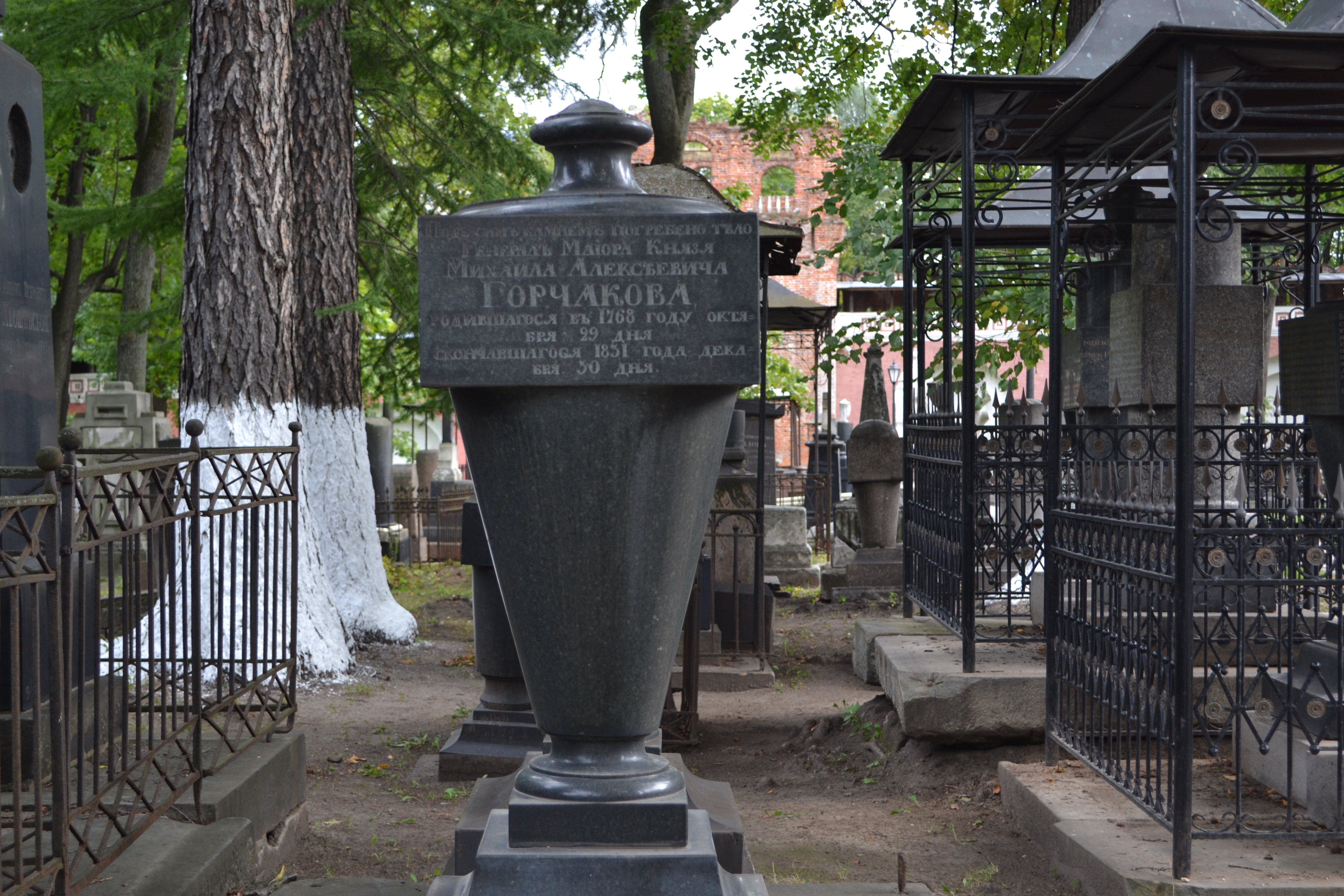
Могила Горчакова

С 20 ноября 1807 года инспектор вятской милиции. Имел орден Святой Анны 2-й ст. (20.06.1808). С 22 ноября 1812 года вновь на службе и определен состоять по кавалерии. Находился при формировании резервных эскадронов. С 6 апреля 1813 года командир 3-го резервного кавалерийского корпуса. Участник заграничных походов 1813—1814.
28 октября 1817 года уволен в отставку с мундиром. Умер 30 декабря 1831 года. Похоронен в некрополе Донского монастыря.

## Семья

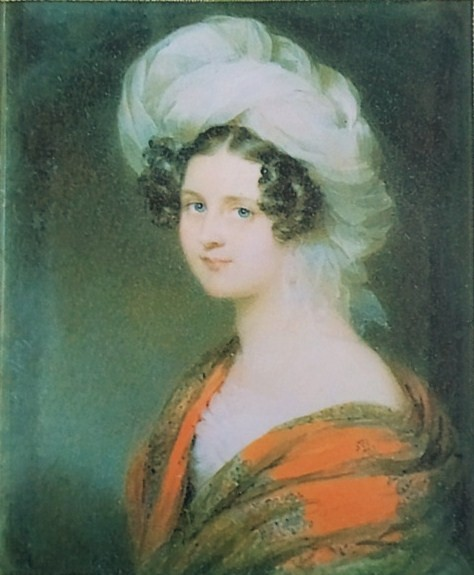
Софья Михайловна Хвощинская, дочь

С 1792 года был женат на баронессе Елене Васильевне фон Остен-Сакен (2.10.1766—7.06.1822), дочери подполковника барона Отто-Вильгельма Ферзена, вдове саксонского посланника в России барона Иоганна-Густава фон дер Остен-Сакена. От этого брака она имела сына Карла (1787—1855), который был женат на графине Александре Ильиничне Толстой (1795—1841), родной тетке Л. Толстого. Во втором браке были дети:
- Анна (1793—1854), замужем за графом Львом Ивановичем Соллогубом (1785— ?).
- Елена (1794—1855), замужем (с 22 августа 1809)[3] за полковником князем Егором Матвеевичем Кантакузеном.
- Софья (1796—06.06.1836[4]), замужем за Авраамом Петровичем Хвощинским, бабка В. Н. Акинфова, скончалась от чахотки вскоре после родов.
- Александр (1798—1883), государственный канцлер Российской империи.
- Елизавета (1800—1840), с 1825 года замужем за Михаилом Михайловичем Обольяниновым (1790—1856), полковником лейб-гвардии Преображенского полка, потерявшим под Бородино ногу, племянником П. Х. Обольянинова.